# Edwin Poots
Edwin Poots, né le 27 mai 1965 à Lisburn, est un agriculteur et homme politique britannique. 
Il est ministre de l'Agriculture, de l'Environnement et des Affaires rurales d'Irlande du Nord de 2020 à 2022, chef du Parti unioniste démocrate du 28 mai au 17 juin 2021 et président de l'Assemblée d'Irlande du Nord depuis le 3 février 2024.

## Biographie
Depuis 1998, il est membre de l'Assemblée d'Irlande du Nord lors des premières élections faisant suite à l'accord du Vendredi saint. 
Le 8 mai 2007, il est nommé ministre de la Culture, des Arts et des Loisirs dans le gouvernement de Ian Paisley. Il est ensuite ministre de l'Environnement du 1er juillet 2009 au 16 mai 2011, date à laquelle il passe à la Santé, aux Services sociaux et à la Sécurité publique. Il quitte le gouvernement le 23 septembre 2014.
Le 11 janvier 2020, Edwin Poots est nommé ministre de l'Agriculture, de l'Environnement et des Affaires rurales d'Irlande du Nord, dans l'exécutif dirigé par Arlene Foster.
Le 14 mai 2021, Edwin Poots est élu à la tête du Parti unioniste démocrate (DUP). Il succède à Arlene Foster, qui a démissionné le 28 avril précédent sous la pression des membres de son parti, mécontents de sa gestion du Brexit notamment,. Lui-même a contribué à la chute de celle-ci. Il est considéré comme un tenant de l'aile dure de son parti. Il prend ses fonctions le 28 mai 2021. Cependant, le 17 juin 2021, il annonce sa démission, après avoir été désavoué par ses collègues du DUP à propos d'un accord sur la législation concernant le statut de la langue irlandaise,,. Jeffrey Donaldson est élu chef du parti le 22 juin 2021 et succède officiellement à Poots le 30 juin suivant.

## Idéologies
Edwin Poots est un partisan du créationnisme Jeune-Terre et rejette la théorie de l'évolution. Dans une interview avec le présentateur de la BBC William Crawley, lorsqu'on lui a demandé quel âge avait la Terre, Poots a répondu : « Mon opinion sur la Terre est que c'est une Terre jeune. Mon point de vue est 4000 avant J.-C. ». Le créationnisme Jeune-Terre est accepté par l'Église presbytérienne libre d'Ulster (en), fondée par Ian Paisley en 1951, et dont Poots est membre, et d'autres évangéliques conservateurs d'Irlande du Nord. Dans un article du Belfast Telegraph de 2012, qui traitait du lobbying du groupe biblique créationniste, la Fondation Caleb (en), Poots aurait déclaré que, bien que n'étant pas membre du groupe, certaines de ses opinions coïncidaient avec la Fondation Caleb.
Il est « connu pour ses vues homophobes » et indiquait, dans un entretien de 2003, que l'homosexualité est d'abord « immorale et ensuite abominable », mais depuis, il a préféré « nier l'existence de l'homosexualité ».